# Concejo de Tudela
Tudela fue un concejo español en Asturias que se extinguió en 1857 al ser incorporado su territorio al vecino concejo de Oviedo.

## Geografía
Tudela comprendía las parroquias de Agüeria, Box, Manzaneda, Naves, Olloniego y Santianes. Limitaba al norte con el concejo de Oviedo, al oeste con el de Ribera de Arriba, al sur con el de Mieres y al este con el de Langreo.

### Demografía
En el censo de 1842, tenía una población de derecho de 2672 personas en 646 hogares, y en el de 1857 una de hecho de 2797 personas en 662. Según el nomenclátor de este último año se repartían en las siguientes localidades:
| Clase         | Nombre            | Población de derecho |
| ------------- | ----------------- | -------------------- |
| Lugares       | Agüeria (capital) | 227 hab.             |
| Lugares       | Anieves           | 177 hab.             |
| Lugares       | Casares           | 55 hab.              |
| Lugares       | Codejal           | 60 hab.              |
| Lugares       | Cortina           | 50 hab.              |
| Lugares       | Llandellena       | 68 hab.              |
| Lugares       | Manzaneda         | 204 hab.             |
| Lugares       | Mortera           | 163 hab.             |
| Lugares       | Olloniego         | 547 hab.             |
| Lugares       | Santa Eulalia     | 110 hab.             |
| Lugares       | Santianes         | 177 hab.             |
| Lugares       | Sotiello          | 92 hab.              |
| Lugares       | Veguín            | 68 hab.              |
| Lugares       | Otros (19)        | 534 hab.             |
| Caseríos (30) | Caseríos (30)     | 265 hab.             |

Por parroquias la distribución era:
| Parroquia                  | Población de derecho |
| -------------------------- | -------------------- |
| Olloniego                  | 1016 hab.            |
| Agüeria                    | 559 hab.             |
| San Julián                 | 480 hab.             |
| Santa Eulalia de Manzaneda | 402 hab.             |
| Santianes                  | 177 hab.             |
| Naves                      | 163 hab.             |

## Historia
Fue uno de los llamados concejos de Obispalía y en 1802 su representante ocupaba el asiento n.º 46 en las juntas generales de la  Junta General del Principado de Asturias.
Durante el Antiguo Régimen estaban enclavados en su territorio los cotos de Cortina y de la Cabaña, ambos en Naves. El primero tiene su origen en una merced de Enrique de Trastámara a Ruy González de Hevia por su servicios, en 1363. Y el de la Cabaña del colegio de la Compañía de Jesús de Oviedo hasta 1757 y después de realengo. Ambos fueron agregados al concejo en 1827.
También fue agregado al Tudela el concejo de Olloniego, jurisdicción de señorío. La villa, «con la jurisdicción civil y criminal, alta y baja, y rentas jurisdiccionales con todos los vasallos, señoríos y derechos correspondientes al citado concejo, incluso el nombramiento de oficios de justicia» fue otorgada a Rodrigo Bernaldo de Miranda y descendientes por un precio de 608 080 maravedíes por el rey Felipe II de España en 1583.